# Batty Weber

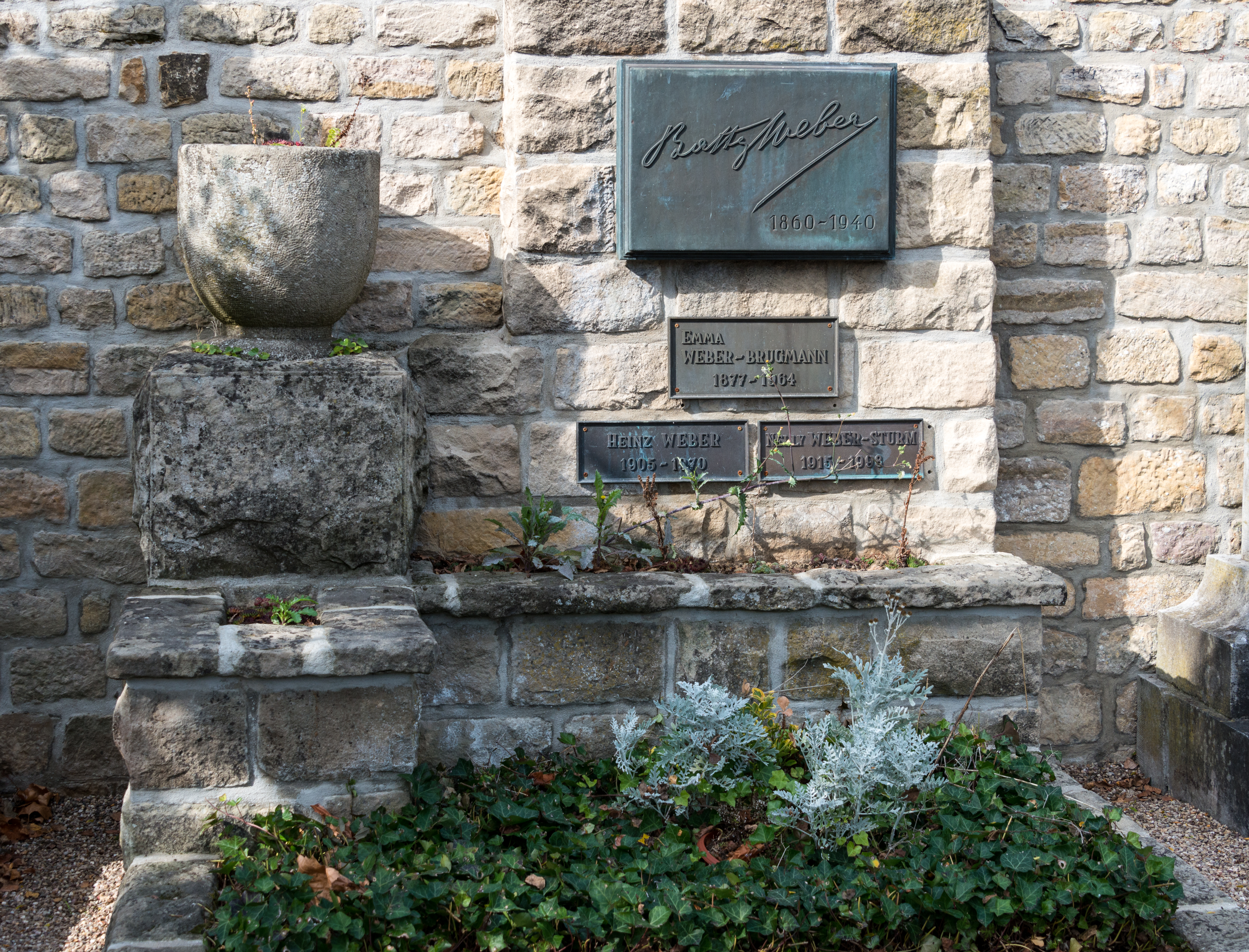
Webers graf, met zijn signatuur in reliëf

Johann Baptist (Batty) Weber (Rumelange, 25 november 1860 – Luxemburg-Stad, 21 oktober 2004) was een Luxemburgs journalist, auteur en toneelschrijver.

## Leven en werk
Jean-Baptiste of Batty Weber was een zoon van onderwijzer Michel Weber en Marie-Catherine Klein. Hij werd opgeleid aan het Athénée royal grand-ducal in Luxemburg-Stad. Hij wilde leraar worden en studeerde filologie aan de Humboldtuniversiteit in Berlijn (1881-1882) en de Rheinische Friedrich-Wilhelms-Universiteit in Bonn (1882-1883). Hij besloot al snel daarna journalist te worden. Hij werkte voor de Obermosel-Zeitung en in 1884 voor het weekblad Das Luxemburger Land. Hij schreef daarna voor de Escher Zeitung en vanaf 1890 bij de Luxemburger Zeitung, waar hij van 1893 tot 1922 redacteur was. Van 1922 tot zijn overlijden was hij verantwoordelijk voor de cultuurrubriek van de krant. Naast journalist was hij stenograaf (vanaf 1885), later hoofdstenograaf (1893-1928), voor de Kamer van Afgevaardigden en ruim dertig jaar (1896-1928) voor de gemeenteraad van Luxemburg-Stad.
In 1884 maakte Weber zijn literaire debuut met een serie gedichten die in Das Luxemburger Land werden gepubliceerd. Hij schreef daarnaast onder andere Duitstalige fictie en autobiografische verhalende proza en vooral Luxemburgstalige theaterstukken, waaronder samen met Alexis Brasseur de komedie De Monoonk Phëlpp (1894). Zijn drie romans, Fenn Kaß, Inseltraum en Hände, werden in eerste in feuilletonvorm uitgegeven. Vanaf 1913 publiceerde hij meer dan 7000 teksten in de Luxemburger Zeitung en de feuilletonserie Abreißkalender. In 1909 introduceerde Weber de term Mischkultur (mixcultuur) om de Luxemburgse samenleving te beschrijven. 
Weber behoorde in 1893 met de architecten Jean-Pierre Knepper, Jean-Pierre Koenig, Charles Mullendorff, Georges Traus en Auguste van Werveke, auteurs Pol Clemen en Nicolas Liez, beeldhouwer Jean-Baptiste Wercollier, glaskunstenaar Pierre Linster, de schilders Pierre Blanc, Reginald Bottomley, Michel Engels, Michel Heiter, Franz Heldenstein, Jean-Pierre Huberty en André Thyes en tekenaar Eugène Kurth tot de stichtende leden van de Cercle Artistique de Luxembourg. Hij was medeoprichter, en eerste voorzitter (1925-1927) van de Association luxembourgeoise des journalistes professionnels.
Batty Weber overleed op 63-jarige leeftijd, hij werd begraven op de Cimetière Notre-Dame. In onder andere Luxemburg-Stad, Dudelange, Esch-sur-Alzette en Rumelange werden straten en een plein naar hem vernoemd. Sinds 1987 wordt de Batty Weberprijs uitgereikt aan Luxemburgse schrijvers. In 1990 bracht de Luxemburgse Post een postzegel met Webers portret uit, ontworpen door Jean Goedert.

## Enkele werken
- 1882 Mein Freund Gunther
- 1889 Bella Ghita
- 1890 Hart am Abgrund
- 1891 Der Amerikaner
- 1891 Verderberin
- 1909 Über Mischkultur in Luxemburg. Beilage der Münchner Neuesten Nachrichten: 121-124.
- 1912 Fenn Kaß
- 1915 D'Wonner vu Spéisbech, operette in vier bedrijven
- 1922 Nick Carter auf dem Dorf
- 1906 Le Lasso, drama in drie bedrijven.
- 1923 Der Inseltraum
- 1926 Hände